# Memorial Stadium (université du Kansas)
Pour les articles homonymes, voir Memorial Stadium.
Le Memorial Stadium de l'université du Kansas est un stade de football américain de 50 071 places situé sur le campus de l'université du Kansas à Lawrence, Kansas. L'équipe de football américain universitaire des Jayhawks du Kansas évolue dans cette enceinte. Ce stade est la propriété de l'université du Kansas.
Le stade a été construit en 1920 à l'aide d'un financement initié par les étudiants, les employés de l'université et les fans. Il fut inauguré le 29 octobre 1921 lors d'une victoire contre les Wildcats de Kansas State 21 à 7 devant 5 160 fans. Il est dédié à la mémoire des étudiants de l'université tués pendant la Première Guerre mondiale.
Le stade est reconnu pour avoir été le premier stade construit sur un campus à l'ouest du fleuve Mississippi. Seules six autres équipes de division 1 NCAA jouent dans des stades plus anciens : Cincinnati (1916), Georgia Tech (1913), Mississippi State (1915), Oklahoma State (1920), Washington (1920) et Wisconsin (1917).

## Histoire
Lors de l'ouverture du stade, les tribunes est et ouest pouvaient accueillir 22 000 spectateurs. Lors du dernier match de la saison de 1921, Kansas battit Missouri 15 à 9 devant 15 480 fans. 
En 1925, les sections est et ouest furent agrandies vers le sud. Aujourd'hui ces extensions contiennent les vestiaires des équipes. Le 3 octobre 1925 une foule record de 20 640 personnes assista à la victoire de Kansas sur Oklahoma A&M par le score de 31 à 3. En 1927, la partie nord fut agrandie pour augmenter la capacité à 35 000 personnes. Kansas inaugura la nouvelle forme de fer à cheval du stade par une défaite 26-6 face aux Wisconsin Badgers. 
L'extension suivante fut rajoutée en 1963 lorsque l'on ajouta 26 rangées à la partie ouest afin d'augmenter la capacité à 44 900 spectateurs. On ajouta aussi une salle réservée aux médias. Deux ans plus tard on réalisa des travaux similaires sur la tribune est et le nombre maximal de spectateurs fut porté à 51 500. 
En 1970, la pelouse naturelle fut remplacée par une pelouse artificielle. Le stade fut rénové en 1978 pour un coût d'environ 1,8 million de dollars US et les sièges en bois d'origine furent remplacés par des bancs en aluminium.
Un éclairage permanent fut installé en 1997 et l'état des infrastructures est le résultat des rénovations de 1998. La salle réservée à la presse ainsi que les suites furent améliorées en 1999, et un écran MegaVision fut installé la même année près de la zone d'en-but sud.
La piste d'athlétisme a été changée à plusieurs reprises, le plus récemment en 1999. En 2000, une nouvelle pelouse artificielle appelée AstroPlay fut installée.
Avant le début de la saison 2005, un nouveau tableau d'affichage du score fut monté en haut de la tribune nord afin de corriger un défaut du stade qui empêchait l'équipe se dirigeant vers le nord de voir le chronomètre sans se retourner. En 2006, le terrain fut baptisé Kivisto Field en l'honneur d'un important contributeur financier.
Memorial Stadium accueille aussi les Kansas Relays track and field event tous les ans depuis 1923, à l'exception de 1943, 1944 et 1945 à cause de la seconde guerre mondiale et de 1998 et 1999 pour cause de travaux. Les Kansas Relays sont l'occasion pour les meilleures athlètes de lycées de s'affronter et certaines épreuves attirent des coureurs de niveaux olympiques tels que Maurice Greene et Marion Jones. Les Kansas Relays sont la compétition où le détenteur du record du monde Justin Gatlin fut contrôlé positif à la testostérone en 2006.
Le stade sera fermé pendant la saison 2024 pour d'importants travaux de rénovation. Au cours de la saison 2024, les Jayhawks utiliseront deux stades de la zone métropolitaine de Kansas City. Deux matchs en dehors de la Big 12 Conference seront disputés au Children's Mercy Park à Kansas City, Kansas. Quatre matchs de conférence se joueront au Arrowhead Stadium de Kansas City, Missouri.